# Polytrichum cupreum
Polytrichum cupreum là một loài rêu trong họ Polytrichaceae. Loài này được G. Negri mô tả khoa học đầu tiên năm 1908.